# Love Don't Let Me Go
«Love, Don't Let Me Go» es una canción realizada por el DJ y productor francés David Guetta. Fue el segundo sencillo de su álbum debut, Just a Little More Love, lanzado en febrero de 2002. Incluye la participación del cantante estadounidense Chris Willis en las voces.
En 2002, alcanzó el cuarto lugar en el Top 50, siendo certificado con el Disco de Oro por el Sindicato nacional de la edición fonográfica, con 376 000 copias vendidas en Francia.
En 2006, salió una nueva versión titulada Love Don't Let Me Go (Walking Away), compuesta con la base de la canción “Walking Away” de la banda británica The Egg, en su versión remezclada por Tocadisco y las voces de Love Don't Let Me Go.

## Video musical
El videoclip fue dirigido por Olivier Boscovitch & Vincent Renaud. En él muestra a unas personas convertidas en estrellas en el universo.

## Listado de canciones
| CD, maxisencillo |                                             |          |  |
| N.º              | Título                                      | Duración |  |
| 1.               | «Love, Don't Let Me Go» (Main Mix)          | 7:25     |  |
| 2.               | «Love, Don't Let Me Go» (House Remix)       | 5:28     |  |
| 3.               | «Love, Don't Let Me Go» (1987 Rister Remix) | 6:46     |  |
| 4.               | «Love, Don't Let Me Go» (Scream Mix)        | 8:01     |  |
| 5.               | «Love, Don't Let Me Go» (Edit Single)       | 3:39     |  |

| Vinyl, Maxi-sencillo, 12" |                                                  |          |  |
| N.º                       | Título                                           | Duración |  |
| 1.                        | «Love, Don't Let Me Go» (Summer Remix)           | 5:45     |  |
| 2.                        | «Love, Don't Let Me Go» (Belamour Remix)         | 5:51     |  |
| 3.                        | «Love, Don't Let Me Go» (Antoine Clamaran Remix) | 7:02     |  |
| 4.                        | «Love, Don't Let Me Go» (A Cappella)             | 2:22     |  |

## Posicionamiento en listas y certificaciones
| Listas (2002)                   | Mejor posición |
| ------------------------------- | -------------- |
| Bélgica (Flandes) (Ultratop 50) | 10             |
| Bélgica (Valonia) (Ultratop 50) | 7              |
| Francia (SNEP)                  | 4              |
| Países Bajos (Dutch Top 40)     | 19             |
| Reino Unido (UK Singles Chart)  | 46             |
| Rumania (Romanian Top 100)      | 12             |
| Suiza (Schweizer Hitparade)     | 13             |

| País    | Organismo certificador | Certificación | Ref.   |
| ------- | ---------------------- | ------------- | ------ |
| Bélgica | BEA                    | Disco de Oro  | [ 9 ]  |
| Francia | SNEP                   | Disco de Oro  | [ 10 ] |